# Puchar Świata w biathlonie 2003/2004
Puchar Świata w biathlonie 2003/2004 to 27. sezon w historii tej dyscypliny sportu. Pierwsze zawody odbyły się 4 grudnia 2003 w Kontiolahti w Finlandii, a ostatnie rozegrano 13 marca 2004 w norweskim Oslo/Holmenkollen. Najważniejszą imprezą sezonu były mistrzostwa świata w Oberhofie, rozgrywane w dniach 7–15 lutego.
Klasyfikację generalną pań wygrała Norweżka Liv Grete Poirée, zdobywając 955 punktów. Drugie miejsce zajęła reprezentantka Rosji Olga Pylowa ze stratą 95 punktów do Norweżki. Trzecie miejsce w klasyfikacji generalnej zajęła Francuzka Sandrine Bailly, gromadząc 788 punktów. Najlepsza z Polek – Magdalena Gwizdoń zdobyła 252 punkty, co dało jej 23 pozycję. Poirée triumfowała również w klasyfikacji sprintu, biegu masowego, biegu pościgowego oraz wspólnie z koleżankami z drużyny w klasyfikacji sztafet. „Małą kryształową kulę” w klasyfikacji biegu indywidualnego zdobyła Olga Pylowa. Klasyfikację pucharu narodów wygrały reprezentantki Rosji.
Wśród mężczyzn najlepszy był mąż Liv Grete Poirée, Francuz Raphaël Poirée. Zdobył „kryształową kulę” za zwycięstwo w klasyfikacji generalnej oraz wszystkie cztery „małe kryształowe kule” za wygranie klasyfikacji sprintu, biegu masowego, biegu pościgowego oraz biegu indywidualnego. Drugie miejsce w klasyfikacji generalnej wywalczył Norweg Ole Einar Bjørndalen, tracąc 109 punktów do Francuza, a trzeci był Ricco Groß z Niemiec, ze stratą 241 punktów do zwycięzcy. Najlepszy z Polaków – Tomasz Sikora zdobył 516 punktów, co dało mu siódmą pozycję w klasyfikacji generalnej. Ponadto Polak był między innymi trzeci w klasyfikacji biegu indywidualnego, za Poirée i Großem.

## Kalendarz
- Kontiolahti – 4 grudnia - 7 grudnia 2003
- Hochfilzen – 11 grudnia - 14 grudnia 2003
- Osrblie – 18 grudnia - 21 grudnia 2003
- Pokljuka – 7 stycznia - 11 stycznia 2004
- Ruhpolding – 14 stycznia - 18 stycznia 2004
- Anterselva – 21 stycznia - 25 stycznia 2004
- Oberhof – 7 lutego - 15 lutego 2004 (MŚ)
- Lake Placid – 27 lutego - 29 lutego 2004
- Fort Kent – 3 marca - 6 marca 2004
- Oslo/Holmenkollen – 11 marca - 14 marca 2004

## Mężczyźni

### Wyniki
| 1. Kontiolahti, 04.12.2003 – 07.12.2003 | 1. Kontiolahti, 04.12.2003 – 07.12.2003 | 1. Kontiolahti, 04.12.2003 – 07.12.2003                      | 1. Kontiolahti, 04.12.2003 – 07.12.2003                                     | 1. Kontiolahti, 04.12.2003 – 07.12.2003                                      |
| Data                                    | Konkurencja                             | miejsce                                                      | miejsce                                                                     | miejsce                                                                      |
| --------------------------------------- | --------------------------------------- | ------------------------------------------------------------ | --------------------------------------------------------------------------- | ---------------------------------------------------------------------------- |
| 4 grudnia 2003                          | Sprint (10 km)                          | Ole Einar Bjørndalen                                         | Halvard Hanevold                                                            | Frode Andresen                                                               |
| 6 grudnia 2003                          | Sztafeta (4 × 7,5 km)                   | Niemcy Peter Sendel · Sven Fischer · Ricco Groß · Frank Luck | Francja Ferréol Cannard · Vincent Defrasne · Julien Robert · Raphaël Poirée | Szwecja Carl Johan Bergman · Jakob Borjesson · Mattias Nilsson · Björn Ferry |
| 7 grudnia 2003                          | Bieg na dochodzenie (12,5 km)           | Ole Einar Bjørndalen                                         | Raphaël Poirée                                                              | Siergiej Rożkow                                                              |

| 2. Hochfilzen, 11.12.2003 – 14.12.2003 | 2. Hochfilzen, 11.12.2003 – 14.12.2003 | 2. Hochfilzen, 11.12.2003 – 14.12.2003                                         | 2. Hochfilzen, 11.12.2003 – 14.12.2003                                         | 2. Hochfilzen, 11.12.2003 – 14.12.2003                                      |
| Data                                   | Konkurencja                            | miejsce                                                                        | miejsce                                                                        | miejsce                                                                     |
| -------------------------------------- | -------------------------------------- | ------------------------------------------------------------------------------ | ------------------------------------------------------------------------------ | --------------------------------------------------------------------------- |
| 11 grudnia 2003                        | Sprint (10 km)                         | Lars Berger                                                                    | Władimir Draczow                                                               | Halvard Hanevold                                                            |
| 13 grudnia 2003                        | Sztafeta (4 × 7,5 km)                  | Norwegia Stian Eckhoff · Lars Berger · Halvard Hanevold · Ole Einar Bjørndalen | Białoruś Aleksandr Syman · Władimir Draczow · Rustam Waliullin · Aleh Ryżenkau | Francja Ferréol Cannard · Vincent Defrasne · Julien Robert · Raphaël Poirée |
| 14 grudnia 2003                        | Bieg na dochodzenie (12,5 km)          | Ole Einar Bjørndalen                                                           | Władimir Draczow                                                               | Stian Eckhoff                                                               |

| 3. Osrblie, 18.12.2003 – 21.12.2003 | 3. Osrblie, 18.12.2003 – 21.12.2003 | 3. Osrblie, 18.12.2003 – 21.12.2003 | 3. Osrblie, 18.12.2003 – 21.12.2003 | 3. Osrblie, 18.12.2003 – 21.12.2003 |
| Data                                | Konkurencja                         | miejsce                             | miejsce                             | miejsce                             |
| ----------------------------------- | ----------------------------------- | ----------------------------------- | ----------------------------------- | ----------------------------------- |
| 18 grudnia 2003                     | Bieg indywidualny (20 km)           | Raphaël Poirée                      | Ricco Groß                          | Peter Sendel                        |
| 19 grudnia 2003                     | Sprint (10 km)                      | Siergiej Rożkow                     | Ludwig Gredler                      | Siergiej Czepikow                   |
| 21 grudnia 2003                     | Bieg na dochodzenie (12,5 km)       | Raphaël Poirée                      | Peter Sendel                        | Pavol Hurajt                        |

| 4. Pokljuka, 07.01.2004 – 11.01.2004 | 4. Pokljuka, 07.01.2004 – 11.01.2004 | 4. Pokljuka, 07.01.2004 – 11.01.2004 | 4. Pokljuka, 07.01.2004 – 11.01.2004 | 4. Pokljuka, 07.01.2004 – 11.01.2004 |
| Data                                 | Konkurencja                          | miejsce                              | miejsce                              | miejsce                              |
| ------------------------------------ | ------------------------------------ | ------------------------------------ | ------------------------------------ | ------------------------------------ |
| 8 stycznia 2004                      | Sprint (10 km)                       | Raphaël Poirée                       | Ole Einar Bjørndalen                 | Władimir Draczow                     |
| 10 stycznia 2004                     | Bieg na dochodzenie (12,5 km)        | Ole Einar Bjørndalen                 | Nikołaj Krugłow                      | Siergiej Czepikow                    |
| 11 stycznia 2004                     | Bieg masowy (15 km)                  | Halvard Hanevold                     | Ole Einar Bjørndalen                 | Michael Greis                        |

| 5. Ruhpolding, 14.01.2004 – 18.01.2004 | 5. Ruhpolding, 14.01.2004 – 18.01.2004 | 5. Ruhpolding, 14.01.2004 – 18.01.2004                                         | 5. Ruhpolding, 14.01.2004 – 18.01.2004                                   | 5. Ruhpolding, 14.01.2004 – 18.01.2004                                         |
| Data                                   | Konkurencja                            | miejsce                                                                        | miejsce                                                                  | miejsce                                                                        |
| -------------------------------------- | -------------------------------------- | ------------------------------------------------------------------------------ | ------------------------------------------------------------------------ | ------------------------------------------------------------------------------ |
| 15 stycznia 2004                       | Sztafeta (4 × 7,5 km)                  | Białoruś Aleksandr Syman · Władimir Draczow · Rustam Waliullin · Aleh Ryżenkau | Norwegia Egil Gjelland · Lars Berger · Frode Andresen · Halvard Hanevold | Rosja Filip Szulman · Siergiej Konowałow · Siergiej Rożkow · Siergiej Czepikow |
| 17 stycznia 2004                       | Sprint (10 km)                         | Halvard Hanevold                                                               | Ole Einar Bjørndalen                                                     | Lars Berger                                                                    |
| 18 stycznia 2004                       | Bieg na dochodzenie (12,5 km)          | Ole Einar Bjørndalen                                                           | Lars Berger                                                              | Halvard Hanevold                                                               |

| 6. Anterselva, 21.01.2004 – 25.01.2004 | 6. Anterselva, 21.01.2004 – 25.01.2004 | 6. Anterselva, 21.01.2004 – 25.01.2004 | 6. Anterselva, 21.01.2004 – 25.01.2004 | 6. Anterselva, 21.01.2004 – 25.01.2004 |
| Data                                   | Konkurencja                            | miejsce                                | miejsce                                | miejsce                                |
| -------------------------------------- | -------------------------------------- | -------------------------------------- | -------------------------------------- | -------------------------------------- |
| 22 stycznia 2004                       | Bieg indywidualny (20 km)              | Sven Fischer                           | Raphaël Poirée                         | Ricco Groß                             |
| 24 stycznia 2004                       | Sprint (10 km)                         | Siergiej Czepikow                      | Janez Marič                            | Ricco Groß                             |
| 25 stycznia 2004                       | Bieg masowy (15 km)                    | Raphaël Poirée                         | Ole Einar Bjørndalen                   | Ricco Groß                             |

| Mistrzostwa świata Oberhof, 7.02.2004 – 15.02.2004 | Mistrzostwa świata Oberhof, 7.02.2004 – 15.02.2004 | Mistrzostwa świata Oberhof, 7.02.2004 – 15.02.2004            | Mistrzostwa świata Oberhof, 7.02.2004 – 15.02.2004                             | Mistrzostwa świata Oberhof, 7.02.2004 – 15.02.2004                          |
| Data                                               | Konkurencja                                        | miejsce                                                       | miejsce                                                                        | miejsce                                                                     |
| -------------------------------------------------- | -------------------------------------------------- | ------------------------------------------------------------- | ------------------------------------------------------------------------------ | --------------------------------------------------------------------------- |
| 7 lutego 2004                                      | Sprint (10 km)                                     | Raphaël Poirée                                                | Ricco Groß                                                                     | Ole Einar Bjørndalen                                                        |
| 8 lutego 2004                                      | Bieg na dochodzenie (12,5 km)                      | Ricco Groß                                                    | Raphaël Poirée                                                                 | Ole Einar Bjørndalen                                                        |
| 12 lutego 2004                                     | Bieg indywidualny (20 km)                          | Raphaël Poirée                                                | Tomasz Sikora                                                                  | Ole Einar Bjørndalen                                                        |
| 13 lutego 2004                                     | Sztafeta (4 × 7,5 km)                              | Niemcy Frank Luck · Ricco Groß · Sven Fischer · Michael Greis | Norwegia Halvard Hanevold · Lars Berger · Egil Gjelland · Ole Einar Bjørndalen | Francja Ferréol Cannard · Vincent Defrasne · Julien Robert · Raphaël Poirée |
| 15 lutego 2004                                     | Bieg masowy (15 km)                                | Raphaël Poirée                                                | Lars Berger                                                                    | Siergiej Konowałow                                                          |

| 7. Lake Placid, 27.02.2004 – 29.02.2004 | 7. Lake Placid, 27.02.2004 – 29.02.2004 | 7. Lake Placid, 27.02.2004 – 29.02.2004 | 7. Lake Placid, 27.02.2004 – 29.02.2004 | 7. Lake Placid, 27.02.2004 – 29.02.2004 |
| Data                                    | Konkurencja                             | miejsce                                 | miejsce                                 | miejsce                                 |
| --------------------------------------- | --------------------------------------- | --------------------------------------- | --------------------------------------- | --------------------------------------- |
| 27 marca 2004                           | Sprint (10 km)                          | Lars Berger                             | Raphaël Poirée                          | Janez Marič                             |
| 29 marca 2004                           | Bieg na dochodzenie (12,5 km)           | Raphaël Poirée                          | Nikołaj Krugłow                         | Ricco Groß                              |

| 8. Fort Kent, 03.03.2004 – 06.03.2004 | 8. Fort Kent, 03.03.2004 – 06.03.2004 | 8. Fort Kent, 03.03.2004 – 06.03.2004 | 8. Fort Kent, 03.03.2004 – 06.03.2004 | 8. Fort Kent, 03.03.2004 – 06.03.2004 |
| Data                                  | Konkurencja                           | miejsce                               | miejsce                               | miejsce                               |
| ------------------------------------- | ------------------------------------- | ------------------------------------- | ------------------------------------- | ------------------------------------- |
| 4 marca 2004                          | Sprint (10 km)                        | Raphaël Poirée                        | Michael Greis                         | Pavol Hurajt                          |
| 5 marca 2004                          | Bieg na dochodzenie (12,5 km)         | Raphaël Poirée                        | Carl Johan Bergman                    | Nikołaj Krugłow                       |
| 6 marca 2004                          | Bieg masowy (15 km)                   | Sven Fischer                          | Ole Einar Bjørndalen                  | Siergiej Rożkow                       |

| 9. Oslo/Holmenkollen, 11.03.2004 – 14.03.2004 | 9. Oslo/Holmenkollen, 11.03.2004 – 14.03.2004 | 9. Oslo/Holmenkollen, 11.03.2004 – 14.03.2004 | 9. Oslo/Holmenkollen, 11.03.2004 – 14.03.2004 | 9. Oslo/Holmenkollen, 11.03.2004 – 14.03.2004 |
| Data                                          | Konkurencja                                   | miejsce                                       | miejsce                                       | miejsce                                       |
| --------------------------------------------- | --------------------------------------------- | --------------------------------------------- | --------------------------------------------- | --------------------------------------------- |
| 11 marca 2004                                 | Sprint (10 km)                                | Lars Berger                                   | Frode Andresen                                | Tomasz Sikora                                 |
| 13 marca 2004                                 | Bieg na dochodzenie (12,5 km)                 | Raphaël Poirée                                | Tomasz Sikora                                 | Władimir Draczow                              |
| 14 marca 2004                                 | Bieg masowy (15 km)                           | Raphaël Poirée                                | Ferréol Cannard                               | Ole Einar Bjørndalen                          |

### Klasyfikacje
| Miejsce | Zawodnik             | Punkty |
| ------- | -------------------- | ------ |
| 1       | Raphaël Poirée       | 1010   |
| 2       | Ole Einar Bjørndalen | 901    |
| 3       | Ricco Groß           | 769    |
| 4       | Halvard Hanevold     | 688    |
| 5       | Lars Berger          | 589    |
| 6       | Siergiej Rożkow      | 578    |
| 7       | Tomasz Sikora        | 516    |
| 8       | Frode Andresen       | 514    |
| 9       | Sven Fischer         | 512    |
| 10      | Władimir Draczow     | 503    |
| 11      | Stian Eckhoff        | 492    |
| 12      | Egil Gjelland        | 436    |
| 13      | Michael Greis        | 433    |
| 14      | Nikołaj Krugłow      | 390    |
| 15      | Siergiej Konowałow   | 387    |
| 16      | Siergiej Czepikow    | 371    |
| 17      | Vincent Defrasne     | 367    |
| 18      | Peter Sendel         | 346    |
| 19      | Pavol Hurajt         | 304    |
| 20      | Janez Marič          | 303    |
| 21      | Ludwig Gredler       | 303    |
| 22      | Aleh Ryżenkau        | 280    |
| 23      | Ferréol Cannard      | 218    |
| 24      | Carl Johan Bergman   | 210    |
| 25      | Marko Dolenc         | 209    |
| 26      | Julien Robert        | 202    |
| 27      | Filip Szulman        | 191    |
| 28      | Alexander Wolf       | 173    |

| Miejsce | Zawodnik             | Punkty |
| ------- | -------------------- | ------ |
| 29      | Andreas Birnbacher   | 172    |
| 30      | Wolfgang Rottmann    | 154    |
| 31      | Indrek Tobreluts     | 152    |
| 32      | Paavo Puurunen       | 148    |
| 33      | Daniel Mesotitsch    | 147    |
| 34      | Rustam Waliullin     | 145    |
| 35      | Alaksiej Ajdarau     | 144    |
| 36      | Ołeksandr Biłanenko  | 125    |
| 37      | Vesa Hietalahti      | 118    |
| 38      | Pawieł Rostowcew     | 115    |
| 39      | Frank Luck           | 113    |
| 40      | Christoph Sumann     | 108    |
| 41      | Siergiej Baszkirow   | 106    |
| 42      | Roman Dostál         | 105    |
| 43      | Wilfried Pallhuber   | 104    |
| 44      | Wolfgang Perner      | 89     |
| 45      | Björn Ferry          | 87     |
| 46      | Tomáš Holubec        | 71     |
| 47      | Andrij Deryzemla     | 70     |
| 48      | Friedrich Pinter     | 58     |
| 49      | Tor Halvor Bjørnstad | 57     |
| 50      | Timo Antila          | 52     |
| 51      | Michael Rösch        | 44     |
| 52      | Robin Clegg          | 42     |
| 53      | Jay Hakkinen         | 41     |
| 54      | Carsten Heymann      | 40     |
| 55      | Christian De Lorenzi | 35     |
| 56      | Lionel Grebot        | 28     |

| Miejsce | Zawodnik                | Punkty |
| ------- | ----------------------- | ------ |
| 57      | Oļegs Maļuhins          | 26     |
| 58      | Mattias Nilsson         | 25     |
| 59      | Aleksandr Syman         | 24     |
| 60      | Wjaczesław Derkacz      | 22     |
| 61      | Wiesław Ziemianin       | 22     |
| 62      | Ilmārs Bricis           | 22     |
| 63      | Petr Garabík            | 21     |
| 64      | Daisuke Ebisawa         | 20     |
| 65      | Iwan Czeriezow          | 20     |
| 66      | Jeremy Teela            | 16     |
| 67      | Hidenori Isa            | 16     |
| 68      | Zhang Chengye           | 15     |
| 69      | Pavol Novak             | 14     |
| 70      | Michal Šlesingr         | 14     |
| 71      | Janno Prants            | 12     |
| 72      | Matjaž Poklukar         | 9      |
| 73      | Alexandre Aubert        | 8      |
| 74      | Ołeksij Korobejnikow    | 7      |
| 75      | Siarhiej Nowikau        | 7      |
| 76      | Rusłan Łysenko          | 6      |
| 77      | Dag Bjørndalen          | 5      |
| 78      | Kyōji Suga              | 5      |
| 79      | Simon Fourcade          | 4      |
| 80      | Rene Laurent Vuillermoz | 4      |
| 81      | Dimitri Borovik         | 2      |
| 82      | Marek Matiaško          | 2      |
| 83      | Michał Piecha           | 1      |

| Miejsce | Zawodnik             | Punkty |
| ------- | -------------------- | ------ |
| 1       | Raphaël Poirée       | 146    |
| 2       | Ricco Groß           | 128    |
| 3       | Tomasz Sikora        | 114    |
| 4       | Sven Fischer         | 84     |
| 5       | Peter Sendel         | 77     |
| 6       | Ole Einar Bjørndalen | 75     |
| 7       | Siergiej Konowałow   | 59     |
| 8       | Carl Johan Bergman   | 58     |
| 9       | Siergiej Czepikow    | 52     |
| 10      | Julien Robert        | 52     |

| Miejsce | Zawodnik             | Punkty |
| ------- | -------------------- | ------ |
| 1       | Raphaël Poirée       | 358    |
| 2       | Ole Einar Bjørndalen | 341    |
| 3       | Lars Berger          | 268    |
| 4       | Halvard Hanevold     | 260    |
| 5       | Ricco Groß           | 255    |
| 6       | Frode Andresen       | 241    |
| 7       | Siergiej Rożkow      | 215    |
| 8       | Stian Eckhoff        | 204    |
| 9       | Władimir Draczow     | 192    |
| 10      | Egil Gjelland        | 182    |

| Miejsce | Zawodnik             | Punkty |
| ------- | -------------------- | ------ |
| 1       | Raphaël Poirée       | 331    |
| 2       | Ole Einar Bjørndalen | 315    |
| 3       | Ricco Groß           | 277    |
| 4       | Halvard Hanevold     | 254    |
| 5       | Stian Eckhoff        | 219    |
| 6       | Frode Andresen       | 218    |
| 7       | Siergiej Rożkow      | 203    |
| 8       | Lars Berger          | 201    |
| 9       | Tomasz Sikora        | 186    |
| 10      | Sven Fischer         | 182    |

| Miejsce | Zawodnik             | Punkty |
| ------- | -------------------- | ------ |
| 1       | Raphaël Poirée       | 140    |
| 2       | Ole Einar Bjørndalen | 138    |
| 3       | Halvard Hanevold     | 121    |
| 4       | Sven Fischer         | 106    |
| 5       | Ricco Groß           | 103    |
| 6       | Siergiej Rożkow      | 93     |
| 7       | Władimir Draczow     | 92     |
| 8       | Tomasz Sikora        | 90     |
| 9       | Siergiej Konowałow   | 87     |
| 10      | Siergiej Czepikow    | 81     |

| Miejsce | Reprezentacja | Punkty |
| ------- | ------------- | ------ |
| 1       | Norwegia      | 176    |
| 2       | Niemcy        | 174    |
| 3       | Francja       | 172    |
| 4       | Rosja         | 160    |
| 5       | Białoruś      | 156    |
| 6       | Szwecja       | 143    |
| 7       | Austria       | 112    |
| 8       | Ukraina       | 99     |
| 9       | Finlandia     | 91     |
| 10      | Polska        | 89     |

| Miejsce | Reprezentacja | Punkty |
| ------- | ------------- | ------ |
| 1       | Norwegia      | 4434   |
| 2       | Niemcy        | 4287   |
| 3       | Rosja         | 4185   |
| 4       | Francja       | 4097   |
| 5       | Białoruś      | 3817   |
| 6       | Austria       | 3686   |
| 7       | Słowenia      | 3293   |
| 8       | Szwecja       | 3169   |
| 9       | Czechy        | 3077   |
| 10      | Ukraina       | 3015   |

## Kobiety

### Wyniki
| 1. Kontiolahti, 04.12.2003 – 07.12.2003 | 1. Kontiolahti, 04.12.2003 – 07.12.2003 | 1. Kontiolahti, 04.12.2003 – 07.12.2003                                                   | 1. Kontiolahti, 04.12.2003 – 07.12.2003                                    | 1. Kontiolahti, 04.12.2003 – 07.12.2003                                    |
| Data                                    | Konkurencja                             | miejsce                                                                                   | miejsce                                                                    | miejsce                                                                    |
| --------------------------------------- | --------------------------------------- | ----------------------------------------------------------------------------------------- | -------------------------------------------------------------------------- | -------------------------------------------------------------------------- |
| 4 grudnia 2003                          | Sprint (7,5 km)                         | Sandrine Bailly                                                                           | Liv Grete Poirée                                                           | Uschi Disl                                                                 |
| 5 grudnia 2003                          | Sztafeta (4 × 6 km)                     | Norwegia Liv-Kjersti Eikeland · Linda Tjørhom · Gunn Margit Andreassen · Liv Grete Poirée | Rosja Albina Achatowa · Olga Zajcewa · Swietłana Iszmuratowa · Olga Pylowa | Francja Corinne Niogret · Christelle Gros · Julie Carraz · Sandrine Bailly |
| 7 grudnia 2003                          | Bieg na dochodzenie (10 km)             | Liv Grete Poirée                                                                          | Kati Wilhelm                                                               | Uschi Disl                                                                 |

| 2. Hochfilzen, 11.12.2003 – 14.12.2003 | 2. Hochfilzen, 11.12.2003 – 14.12.2003 | 2. Hochfilzen, 11.12.2003 – 14.12.2003                                             | 2. Hochfilzen, 11.12.2003 – 14.12.2003                          | 2. Hochfilzen, 11.12.2003 – 14.12.2003                                     |
| Data                                   | Konkurencja                            | miejsce                                                                            | miejsce                                                         | miejsce                                                                    |
| -------------------------------------- | -------------------------------------- | ---------------------------------------------------------------------------------- | --------------------------------------------------------------- | -------------------------------------------------------------------------- |
| 11 grudnia 2003                        | Sprint (7,5 km)                        | Ołena Zubryłowa                                                                    | Gro Marit Istad-Kristiansen                                     | Liv Grete Poirée                                                           |
| 12 grudnia 2003                        | Sztafeta (4 × 6 km)                    | Białoruś Jekatierina Iwanowa · Ksenija Zikunkowa · Olga Nazarowa · Ołena Zubryłowa | Niemcy Martina Glagow · Katrin Apel · Katja Beer · Kati Wilhelm | Francja Corinne Niogret · Christelle Gros · Julie Carraz · Sandrine Bailly |
| 14 grudnia 2003                        | Bieg na dochodzenie (10 km)            | Sandrine Bailly                                                                    | Martina Glagow                                                  | Olga Zajcewa                                                               |

| 3. Osrblie, 18.12.2003 – 21.12.2003 | 3. Osrblie, 18.12.2003 – 21.12.2003 | 3. Osrblie, 18.12.2003 – 21.12.2003 | 3. Osrblie, 18.12.2003 – 21.12.2003 | 3. Osrblie, 18.12.2003 – 21.12.2003 |
| Data                                | Konkurencja                         | miejsce                             | miejsce                             | miejsce                             |
| ----------------------------------- | ----------------------------------- | ----------------------------------- | ----------------------------------- | ----------------------------------- |
| 18 grudnia 2003                     | Bieg indywidualny (15 km)           | Martina Glagow                      | Liv Grete Poirée                    | Olga Pylowa                         |
| 20 grudnia 2003                     | Sprint (7,5 km)                     | Sandrine Bailly                     | Katja Beer                          | Martina Glagow                      |
| 21 grudnia 2003                     | Bieg na dochodzenie (10 km)         | Sandrine Bailly                     | Olga Pylowa                         | Katrin Apel                         |

| 4. Pokljuka, 07.01.2004 – 11.01.2004 | 4. Pokljuka, 07.01.2004 – 11.01.2004 | 4. Pokljuka, 07.01.2004 – 11.01.2004 | 4. Pokljuka, 07.01.2004 – 11.01.2004 | 4. Pokljuka, 07.01.2004 – 11.01.2004 |
| Data                                 | Konkurencja                          | miejsce                              | miejsce                              | miejsce                              |
| ------------------------------------ | ------------------------------------ | ------------------------------------ | ------------------------------------ | ------------------------------------ |
| 7 stycznia 2004                      | Sprint (7,5 km)                      | Liv Grete Poirée                     | Uschi Disl                           | Sandrine Bailly                      |
| 9 stycznia 2004                      | Bieg na dochodzenie (10 km)          | Uschi Disl                           | Sandrine Bailly                      | Olga Pylowa                          |
| 11 stycznia 2004                     | Bieg masowy (12,5 km)                | Anna Bogalij                         | Liv Grete Poirée                     | Uschi Disl                           |

| 5. Ruhpolding, 14.01.2004 – 18.01.2004 | 5. Ruhpolding, 14.01.2004 – 18.01.2004 | 5. Ruhpolding, 14.01.2004 – 18.01.2004                            | 5. Ruhpolding, 14.01.2004 – 18.01.2004                                     | 5. Ruhpolding, 14.01.2004 – 18.01.2004                                                   |
| Data                                   | Konkurencja                            | miejsce                                                           | miejsce                                                                    | miejsce                                                                                  |
| -------------------------------------- | -------------------------------------- | ----------------------------------------------------------------- | -------------------------------------------------------------------------- | ---------------------------------------------------------------------------------------- |
| 14 stycznia 2004                       | Sztafeta (4 × 6 km)                    | Niemcy Simone Denkinger · Uschi Disl · Katrin Apel · Kati Wilhelm | Rosja Olga Pylowa · Swietłana Iszmuratowa · Anna Bogalij · Albina Achatowa | Norwegia Linda Tjørhom · Ann-Elen Skjelbreid · Liv Grete Poirée · Gunn Margit Andreassen |
| 16 stycznia 2004                       | Sprint (7,5 km)                        | Liv Grete Poirée                                                  | Swietłana Iszmuratowa                                                      | Martina Glagow                                                                           |
| 18 stycznia 2004                       | Bieg na dochodzenie (10 km)            | Liv Grete Poirée                                                  | Swietłana Iszmuratowa                                                      | Olga Pylowa                                                                              |

| 6. Anterselva, 21.01.2004 – 25.01.2004 | 6. Anterselva, 21.01.2004 – 25.01.2004 | 6. Anterselva, 21.01.2004 – 25.01.2004 | 6. Anterselva, 21.01.2004 – 25.01.2004 | 6. Anterselva, 21.01.2004 – 25.01.2004 |
| Data                                   | Konkurencja                            | miejsce                                | miejsce                                | miejsce                                |
| -------------------------------------- | -------------------------------------- | -------------------------------------- | -------------------------------------- | -------------------------------------- |
| 21 stycznia 2004                       | Bieg indywidualny (15 km)              | Anna Bogalij                           | Swietłana Iszmuratowa                  | Anna Murínová                          |
| 23 stycznia 2004                       | Sprint (7,5 km)                        | Natalja Gusiewa                        | Kateřina Holubcová                     | Swietłana Iszmuratowa                  |
| 25 stycznia 2004                       | Bieg masowy (12,5 km)                  | Linda Tjørhom                          | Natalja Gusiewa                        | Anna Bogalij                           |

| Mistrzostwa świata Oberhof, 7.02.2004 – 15.02.2004 | Mistrzostwa świata Oberhof, 7.02.2004 – 15.02.2004 | Mistrzostwa świata Oberhof, 7.02.2004 – 15.02.2004                                               | Mistrzostwa świata Oberhof, 7.02.2004 – 15.02.2004                         | Mistrzostwa świata Oberhof, 7.02.2004 – 15.02.2004                    |
| Data                                               | Konkurencja                                        | miejsce                                                                                          | miejsce                                                                    | miejsce                                                               |
| -------------------------------------------------- | -------------------------------------------------- | ------------------------------------------------------------------------------------------------ | -------------------------------------------------------------------------- | --------------------------------------------------------------------- |
| 7 lutego 2004                                      | Sprint (7,5 km)                                    | Liv Grete Poirée                                                                                 | Anna Bogalij                                                               | Jekatierina Iwanowa Martina Glagow                                    |
| 8 lutego 2004                                      | Bieg na dochodzenie (10 km)                        | Liv Grete Poirée                                                                                 | Martina Glagow                                                             | Anna Bogalij                                                          |
| 10 lutego 2004                                     | Bieg indywidualny (15 km)                          | Olga Pylowa                                                                                      | Albina Achatowa                                                            | Ołena Petrowa                                                         |
| 12 lutego 2004                                     | Sztafeta (4 × 6 km)                                | Norwegia Linda Tjørhom · Gro Marit Istad-Kristiansen · Gunn Margit Andreassen · Liv Grete Poirée | Rosja Olga Pylowa · Swietłana Iszmuratowa · Anna Bogalij · Albina Achatowa | Niemcy Martina Glagow · Katrin Apel · Simone Denkinger · Kati Wilhelm |
| 14 lutego 2004                                     | Bieg masowy (12,5 km)                              | Liv Grete Poirée                                                                                 | Katrin Apel                                                                | Sandrine Bailly                                                       |

| 7. Lake Placid, 27.02.2004 – 29.02.2004 | 7. Lake Placid, 27.02.2004 – 29.02.2004 | 7. Lake Placid, 27.02.2004 – 29.02.2004 | 7. Lake Placid, 27.02.2004 – 29.02.2004 | 7. Lake Placid, 27.02.2004 – 29.02.2004 |
| Data                                    | Konkurencja                             | miejsce                                 | miejsce                                 | miejsce                                 |
| --------------------------------------- | --------------------------------------- | --------------------------------------- | --------------------------------------- | --------------------------------------- |
| 27 marca 2004                           | Sprint (7,5 km)                         | Olga Pylowa                             | Kati Wilhelm                            | Anna Bogalij                            |
| 28 marca 2004                           | Bieg na dochodzenie (10 km)             | Olga Pylowa                             | Anna Bogalij                            | Sandrine Bailly                         |

| 8. Fort Kent, 03.03.2004 – 06.03.2004 | 8. Fort Kent, 03.03.2004 – 06.03.2004 | 8. Fort Kent, 03.03.2004 – 06.03.2004 | 8. Fort Kent, 03.03.2004 – 06.03.2004 | 8. Fort Kent, 03.03.2004 – 06.03.2004 |
| Data                                  | Konkurencja                           | miejsce                               | miejsce                               | miejsce                               |
| ------------------------------------- | ------------------------------------- | ------------------------------------- | ------------------------------------- | ------------------------------------- |
| 3 marca 2004                          | Sprint (7,5 km)                       | Uschi Disl                            | Liv Grete Poirée                      | Olga Zajcewa                          |
| 5 marca 2004                          | Bieg na dochodzenie (10 km)           | Uschi Disl                            | Liv Grete Poirée                      | Kati Wilhelm                          |
| 6 marca 2004                          | Bieg masowy (12,5 km)                 | Olga Pylowa                           | Anna Bogalij                          | Liv Grete Poirée                      |

| 9. Oslo/Holmenkollen, 11.03.2004 – 14.03.2004 | 9. Oslo/Holmenkollen, 11.03.2004 – 14.03.2004 | 9. Oslo/Holmenkollen, 11.03.2004 – 14.03.2004 | 9. Oslo/Holmenkollen, 11.03.2004 – 14.03.2004 | 9. Oslo/Holmenkollen, 11.03.2004 – 14.03.2004 |
| Data                                          | Konkurencja                                   | miejsce                                       | miejsce                                       | miejsce                                       |
| --------------------------------------------- | --------------------------------------------- | --------------------------------------------- | --------------------------------------------- | --------------------------------------------- |
| 11 marca 2004                                 | Sprint (7,5 km)                               | Olga Pylowa                                   | Kati Wilhelm                                  | Swietłana Iszmuratowa                         |
| 13 marca 2004                                 | Bieg na dochodzenie (10 km)                   | Olga Pylowa                                   | Ekaterina Dafowska                            | Liv Grete Poirée                              |
| 14 marca 2004                                 | Bieg masowy (12,5 km)                         | Liv Grete Poirée                              | Olga Pylowa                                   | Gunn Margit Andreassen                        |

### Klasyfikacje
| Miejsce | Zawodniczka            | Punkty |
| ------- | ---------------------- | ------ |
| 1       | Liv Grete Poirée       | 955    |
| 2       | Olga Pylowa            | 860    |
| 3       | Sandrine Bailly        | 788    |
| 4       | Uschi Disl             | 733    |
| 5       | Anna Bogalij-Titowiec  | 687    |
| 6       | Martina Glagow         | 659    |
| 7       | Katrin Apel            | 652    |
| 8       | Kati Wilhelm           | 561    |
| 9       | Ołena Zubryłowa        | 543    |
| 10      | Olga Zajcewa           | 489    |
| 11      | Swietłana Iszmuratowa  | 479    |
| 12      | Simone Denkinger       | 479    |
| 13      | Gunn Margit Andreassen | 455    |
| 14      | Ekaterina Dafowska     | 437    |
| 15      | Albina Achatowa        | 421    |
| 16      | Liu Xianying           | 359    |
| 17      | Jekatierina Iwanowa    | 358    |
| 18      | Christelle Gros        | 325    |
| 19      | Olga Nazarowa          | 311    |
| 20      | Michela Ponza          | 305    |
| 21      | Irina Nikułczina       | 295    |
| 22      | Kateřina Holubcová     | 265    |
| 23      | Magdalena Gwizdoń      | 252    |
| 24      | Natalja Gusiewa        | 250    |
| 25      | Anna Carin Olofsson    | 236    |
| 26      | Linda Tjørhom          | 235    |

| Miejsce | Zawodnik                    | Punkty |
| ------- | --------------------------- | ------ |
| 27      | Gro Marit Istad-Kristiansen | 224    |
| 28      | Katja Beer                  | 224    |
| 29      | Andrea Henkel               | 221    |
| 30      | Corinne Niogret             | 181    |
| 31      | Sylvie Becaert              | 176    |
| 32      | Anna Murínová               | 158    |
| 33      | Irena Česneková             | 129    |
| 34      | Pawlina Filipowa            | 127    |
| 35      | Andreja Mali                | 123    |
| 36      | Rachel Steer                | 102    |
| 37      | Kanae Meguro                | 85     |
| 38      | Ołena Petrowa               | 76     |
| 39      | Anna Sprung                 | 64     |
| 40      | Oksana Jakowlewa            | 62     |
| 41      | Liv-Kjersti Eikeland        | 61     |
| 42      | Tadeja Brankovič            | 59     |
| 43      | Kong Yingchao               | 59     |
| 44      | Soňa Mihoková               | 58     |
| 45      | Sanna-Leena Perunka         | 57     |
| 46      | Sabrina Buchholz            | 53     |
| 47      | Zina Kocher                 | 40     |
| 48      | Ksienija Zikunkowa          | 40     |
| 49      | Éva Tófalvi                 | 36     |
| 50      | Nathalie Santer             | 33     |
| 51      | Marcela Pavkovčeková        | 31     |
| 52      | Hou Yuxia                   | 30     |

| Miejsce | Zawodnik              | Punkty |
| ------- | --------------------- | ------ |
| 53      | Ann-Elen Skjelbreid   | 29     |
| 54      | Ludmiła Anańka        | 22     |
| 55      | Julija Makarowa       | 15     |
| 56      | Dong Xue              | 15     |
| 57      | Ikuyo Tsukidate       | 15     |
| 58      | Radka Popowa          | 15     |
| 59      | Swietłana Czernousowa | 15     |
| 60      | Borghild Ouren        | 15     |
| 61      | Eija Salonen          | 14     |
| 62      | Magdalena Grzywa      | 13     |
| 63      | Lilija Jefremowa      | 12     |
| 64      | Tomomi Otaka          | 12     |
| 65      | Anita Hakala          | 12     |
| 66      | Zdeňka Vejnarová      | 11     |
| 67      | Iryna Tananajko       | 10     |
| 68      | Tamami Tanaka         | 9      |
| 69      | Natalja Sokołowa      | 9      |
| 70      | Teja Gregorin         | 7      |
| 71      | Magda Rezlerová       | 6      |
| 72      | Ina Menzel            | 4      |
| 73      | Romy Beer             | 4      |
| 74      | Eveli Saue            | 4      |
| 75      | Julie Carraz          | 3      |
| 76      | Dijana Grudiček       | 3      |
| 77      | Tatjana Moisiejewa    | 1      |
| 78      | Valentina Ciurina     | 1      |

| Miejsce | Zawodniczka           | Punkty |
| ------- | --------------------- | ------ |
| 1       | Olga Pylowa           | 130    |
| 2       | Anna Bogalij-Titowiec | 110    |
| 3       | Martina Glagow        | 104    |
| 4       | Liv Grete Poirée      | 90     |
| 5       | Albina Achatowa       | 86     |
| 6       | Simone Denkinger      | 76     |
| 7       | Christelle Gros       | 76     |
| 8       | Liu Xianying          | 71     |
| 9       | Anna Murínová         | 67     |
| 10      | Ołena Zubryłowa       | 66     |

| Miejsce | Zawodniczka           | Punkty |
| ------- | --------------------- | ------ |
| 1       | Liv Grete Poirée      | 370    |
| 2       | Sandrine Bailly       | 328    |
| 3       | Olga Pylowa           | 304    |
| 4       | Martina Glagow        | 267    |
| 5       | Katrin Apel           | 266    |
| 6       | Uschi Disl            | 255    |
| 7       | Kati Wilhelm          | 244    |
| 8       | Swietłana Iszmuratowa | 223    |
| 9       | Ołena Zubryłowa       | 211    |
| 10      | Anna Bogalij-Titowiec | 209    |

| Miejsce | Zawodniczka           | Punkty |
| ------- | --------------------- | ------ |
| 1       | Liv Grete Poirée      | 327    |
| 2       | Olga Pylowa           | 324    |
| 3       | Sandrine Bailly       | 293    |
| 4       | Uschi Disl            | 288    |
| 5       | Katrin Apel           | 250    |
| 6       | Martina Glagow        | 235    |
| 7       | Kati Wilhelm          | 223    |
| 8       | Anna Bogalij-Titowiec | 212    |
| 9       | Olga Zajcewa          | 209    |
| 10      | Ołena Zubryłowa       | 189    |

| Miejsce | Zawodniczka           | Punkty |
| ------- | --------------------- | ------ |
| 1       | Liv Grete Poirée      | 139    |
| 2       | Anna Bogalij-Titowiec | 139    |
| 3       | Uschi Disl            | 115    |
| 4       | Sandrine Bailly       | 104    |
| 5       | Olga Pylowa           | 102    |
| 6       | Katrin Apel           | 102    |
| 7       | Natalja Gusiewa       | 92     |
| 8       | Ekaterina Dafowska    | 83     |
| 9       | Albina Achatowa       | 75     |
| 10      | Linda Tjørhom         | 73     |

| Miejsce | Reprezentacja | Punkty |
| ------- | ------------- | ------ |
| 1       | Norwegia      | 180    |
| 2       | Rosja         | 178    |
| 3       | Niemcy        | 176    |
| 4       | Francja       | 163    |
| 5       | Włochy        | 129    |
| 6       | Bułgaria      | 124    |
| 7       | Czechy        | 120    |
| 8       | Białoruś      | 116    |
| 9       | Chiny         | 114    |
| 10      | Ukraina       | 84     |

| Miejsce | Reprezentacja | Punkty |
| ------- | ------------- | ------ |
| 1       | Rosja         | 4490   |
| 2       | Niemcy        | 4455   |
| 3       | Norwegia      | 4116   |
| 4       | Francja       | 3884   |
| 5       | Białoruś      | 3865   |
| 6       | Bułgaria      | 3623   |
| 7       | Czechy        | 3330   |
| 8       | Chiny         | 3290   |
| 9       | Słowenia      | 3156   |
| 10      | Słowacja      | 3132   |

## Wyniki Polaków

### Indywidualnie
(do uzupełnienia)

### Drużynowo
(do uzupełnienia)